# My Bollywood Bride
My Bollywood Bride – indyjsko-angielski film wyreżyserowany w 2007 roku przez Rajeev Virani, autora The Whisperers. W rolach głównych Jason Lewis i Kashmira Shah. W drugoplanowych Sanjay Suri i Gulshan Grover. Tematem filmu jest historia zwycięstwa miłości nad pragnieniem kariery i zależnością od rodziny rozegrana na tle Mumbaju i Bollywoodu.

## Fabuła
Alex (Jason Lewis), pisarz mieszkający w Kalifornii pewnego dnia spotyka na plaży Induskę, która go urzeka. Kilka dni nie widza świata poza sobą, po czym Reena (Kashmira Shah) znika. Alex wie o niej tylko to, że mieszka w Thakur Village w Mumbaju. Zakochany, stęskniony leci do Indii. Tam widzi Reenę na olbrzymich plakatach reklamujących film bollywoodzki. Jego ukochana okazuje się być gwiazdą filmową. Przypadkowo spotkany szofer rikszy Priyad (Ash Chandler) zachwycony jego historią miłosną postanawia mu pomóc. Jeżdżą razem od wytwórni do wytwórni, aż udaje im się odnaleźć Reenę nagrywająca właśnie scenę taneczną do filmu. Zaskoczona, ale i ucieszona Reena prosi swojego przyjaciela Bobby'go (Sanjay Suri), aby zaopiekował się Alexem, pozwolił mu ze sobą zamieszkać przedstawiając go jako swojego przyjaciela. Reena chce zachować pozory przed swoją rodziną i znajomymi. Za 2 tygodnie ma poślubić sławnego producenta, któremu zawdzięcza swoją karierę, związanego z jej rodziną, wzbudzającego we wszystkich strach Shekara Singha Gulshan Grover.

## MotywyBollywoodu
- W filmie bohaterka zakochuje się nie w Indusie, co bardzo rzadko zdarza się w bollywoodzkich filmach. Wyjątkiem są Kisna, Viruddh... Family Comes First, Salaam-e-Ishq: A Tribute To Love i in.
- Bohater jeżdżąc rikszą po Mumbaju szuka wytwórni, w które pracuje jego ukochana. Mumbaj jest tłem wielu filmów m.in. Company, Shootout at Lokhandwala, Mann (film), Being Cyrus, Chameli (film), Life in a... Metro, Chaahat, Saathiya, Dushman, Ghulam, Mere Yaar Ki Shaadi Hai, Chalte Chalte, Dil Hi Dil Mein, czy Tumko Na Bhool Paayenge, No Smoking, Taxi Number 9211 i in.
- Bohaterowie kręcą film na Goa, które jest też tłem wielu innych filmów m.in. Akele Hum Akele Tum, Kabhi Haan Kabhi Naa, King Uncle, Bride and Prejudice, Dhoom, Dil Chahta Hai, Josh, Dil Maange More, Mujhse Shaadi Karogi, Musafir, Honeymoon Travels Pvt. Ltd., czy My Brother… Nikhil.

## Obsada
| Aktor(ka)           | Rola                     | Uwagi |
| ------------------- | ------------------------ | ----- |
| Jason Lewis         | Alex Kincaid             |       |
| Kashmira Shah       | Reena Khanna             |       |
| Gulshan Grover      | Shekar Singh             |       |
| Sanjay Suri         | Bobby                    |       |
| Neha Dubey          | Alisha                   |       |
| Ash Chandler        | Priyad                   |       |
| Deepak Qazir        | ojciec Reeny             |       |
| Madhuri Bhatia      | matka Reeny              |       |
| Sean O'Brien Teague | Sean "Shekhar"abodyguard |       |
| Vineet Wadhwa       | Ravi                     |       |